# Camchaya eberhardtii
Camchaya eberhardtii là một loài thực vật có hoa trong họ Cúc. Loài này được (Gagnep.) Kitam. mô tả khoa học đầu tiên năm 1968.